# Universiteit Augsburg
De Universiteit Augsburg (Duits: Universität Augsburg) is een universiteit in de Duitse stad Augsburg, gelegen in de deelstaat Beieren.
In de zestiende eeuw werd in het 50 km verwijderde Dillingen an der Donau reeds een universiteit opgericht, waar de burgers en geestelijken van Augsburg gevormd werden. Het zou evenwel tot het einde van de twintigste eeuw duren eer de rol van deze langzaam uitgedoofde instelling in Augsburg zelf door een nieuwe instelling werd overgenomen.
De universiteit werd in 1970 opgericht en telt 7 faculteiten. De activiteiten van de universiteit zijn geconcentreerd op een enkele campus die zich ten zuiden van het stadscentrum van Augsburg bevindt. In 2014 telde de instelling 19.338 studenten en 3.634 personeelsleden waarvan 208 professoren.
De bibliotheek heeft een belangrijk deel van de historische bibliotheek van het voormalige klooster Sankt Mang geërfd. Op de campus bevindt zich de gekende beeldenroute Kunst am Campus.